# Fußball- und Sportverein Zwickau
Il Fußball- und Sportverein Zwickau è una società calcistica tedesca con sede nella città di Zwickau, in Sassonia.
Fondata nel 1912 nel quartiere di Planitz, di cui inizialmente prese il nome, nel 1949 (anno in cui entrò a far parte del sistema calcistico della Repubblica Democratica Tedesca) cambiò denominazione legandosi direttamente all'intera città: fino al 1950 fu ZSG Horch Zwickau, dal 1950 al 1968 divenne BSG Motor Zwickau, dal 1968 al 1990 passò a BSG Sachsenring Zwickau per poi "stabilizzarsi" come FSV Zwickau a seguito della riunificazione tedesca.
Durante gli anni della DDR, la squadra vinse la primissima edizione della massima serie calcistica (DDR-Oberliga 1949-1950), nella quale militò per un totale di 36 edizioni, delle quali 34 consecutive. Nel suo palmarès figurano altresì 3 coppe nazionali e la vittoria nel "campionato di transizione" Ostzonenmeisterschaft 1948; fu infine semifinalista della Coppa delle Coppe 1975-1976.
Col passaggio alla Germania unita, il club (come tanti altri nell'ex DDR) ha scontato difficoltà economiche e gestionali: non è mai riuscito ad accedere alla massima serie e ha partecipato solo una volta (retrocedendo subito) alla seconda divisione, militando perlopiù tra la terza divisione e le leghe inferiori a carattere regionale e semiprofessionistico.
Nella stagione 2023-2024 milita nel girone Nordost di Regionalliga, quarto livello del campionato tedesco di calcio.

## Storia
Il club fu fondato nel 1º gennaio 1912 con il nome di SC Planitz, dall'omonimo distretto sud della città.
Sotto il terzo Reich il calcio tedesco fu riorganizzato. Nel 1933 le sedici massime divisioni vennero chiamate Gauligen. Il Planitz andò a giocare in Gauliga Sachsen dove cominciò subito a lottare per il titolo regionale (che conquistò solo nel 1942) con i rivali del Dresdner SC. Alla fine della seconda guerra mondiale le autorità alleate smantellarono tutte le associazioni sportive comprese e il Planitz non fu da meno. Il club fu rifondato nel 1945 con il nome di SG Planitz.

### I primi campioni di Germania Est
Nel 1948, l'SG Planitz vinse il primo campionato della zona di occupazione sovietica - organizzato dalla Freie Deutsche Jugend, l'ala giovanile del partito comunista - sconfiggendo l'SG Freiimfelde Halle per 1-0 dopo un cammino convincente nei play-off. Inizialmente era previsto un play-off tra le varie squadre vincitrici delle rispettive zone di occupazione ma, causa tensioni dovute alla nascita della guerra fredda, le autorità sovietiche proibirono al Planitz di volare a Stoccarda per affrontare il Norimberga nei quarti di finale. L'anno successivo il club fece una brutta stagione e non si qualificò per i play-off.
Nella stagione 1949/1950 il club venne rinominato Horch Zwickau e venne ammesso di diritto nella nuova massima serie della DDR, ovvero la DDR-Oberliga. Il club divenne il primo campione in assoluto del campionato vincendo all'ultima giornata proprio contro i rivali del Dresden Friedrichstadt.
Il Dresden però ha avuto prima della finale un cammino molto sofferto ed è stato svantaggiato dalle autorità comuniste in quanto ritenevano il club troppo borghese. Lo Zwickau giocò una partita molto fallosa e, avvantaggiato dal fatto che l'arbitro rifiutò le sostituzioni dei giocatori della squadra di Dresda lasciando di fatto in campo solo 8 uomini, vinse la partita 5-1. I sostenitori del Dresda invasero il campo svariate volte durante il corso della partita e alla fine di questa malmenarono inoltre un giocatore dello Zwickau; successivamente arrivò la polizia per sedare la rissa. Il Dresden infine fu sciolto e i giocatori si trasferirono verso altre squadre; da notare che alcuni di questi volarono oltre la cortina di ferro per andare a giocare all'Hertha Berlino. Comunque questa partita verrà ricordata in quanto è un esempio evidente di come le autorità politiche della Germania Orientale potessero manipolare anche i risultati sportivi.
Lo Zwickau rimase una squadra competitiva per tutti gli anni cinquanta ma non fu più in grado di conquistare altri campionati e nei decenni successivi regredì fino a diventare una squadra di medio-bassa classifica. Nel 1968 si unì con l'Aktivist Karl Marx Zwickau.
Altra storia ebbe in Coppa nazionale: dopo una prima finale persa, la squadra riuscì a vincere la coppa nel 1963, 1967 e nel 1975. In campo internazionale la squadra figurò in maniera eccellente nella Coppa delle Coppe edizione 1976 eliminò in successione Panathīnaïkos, Fiorentina, Celtic prima di venire eliminata dai futuri campioni del Anderlecht. Nei primi anni ottanta il club retrocesse in DDR-Liga, facendo poi alcune apparizioni in DDR-Oberliga.

### Dopo la riunificazione
Dopo la riunificazione tedesca e la fusione del sistema calcistico orientale in quello occidentale, lo Zwickau si trovò in Oberliga Nordost-Süd e nel 1994 riuscì ad essere promosso in Zweite Bundesliga dove rimase per ben quattro anni, per poi retrocedere in Regionalliga e successivamente in Oberliga, al tempo il quarto livello del campionato. Nel 2004, complici problemi finanziari, i cigni retrocedettero in Landesliga Sachsen (quinto livello), riuscendo però a risalire subito in Oberliga, dove rimase fino al 2012, quando riuscì a ritornare in Regionalliga (frattanto declassata a quarta serie). Nel 2015-2016 il FSV vinse il proprio girone di Regionalliga e successivamente fece suo lo spareggio-promozione, accedendo così alla 3. Liga, campionato in cui rimase fino al 2022-2023, quando si piazzò al 19º posto e venne nuovamente retrocesso in Regionalliga.

## Stadio

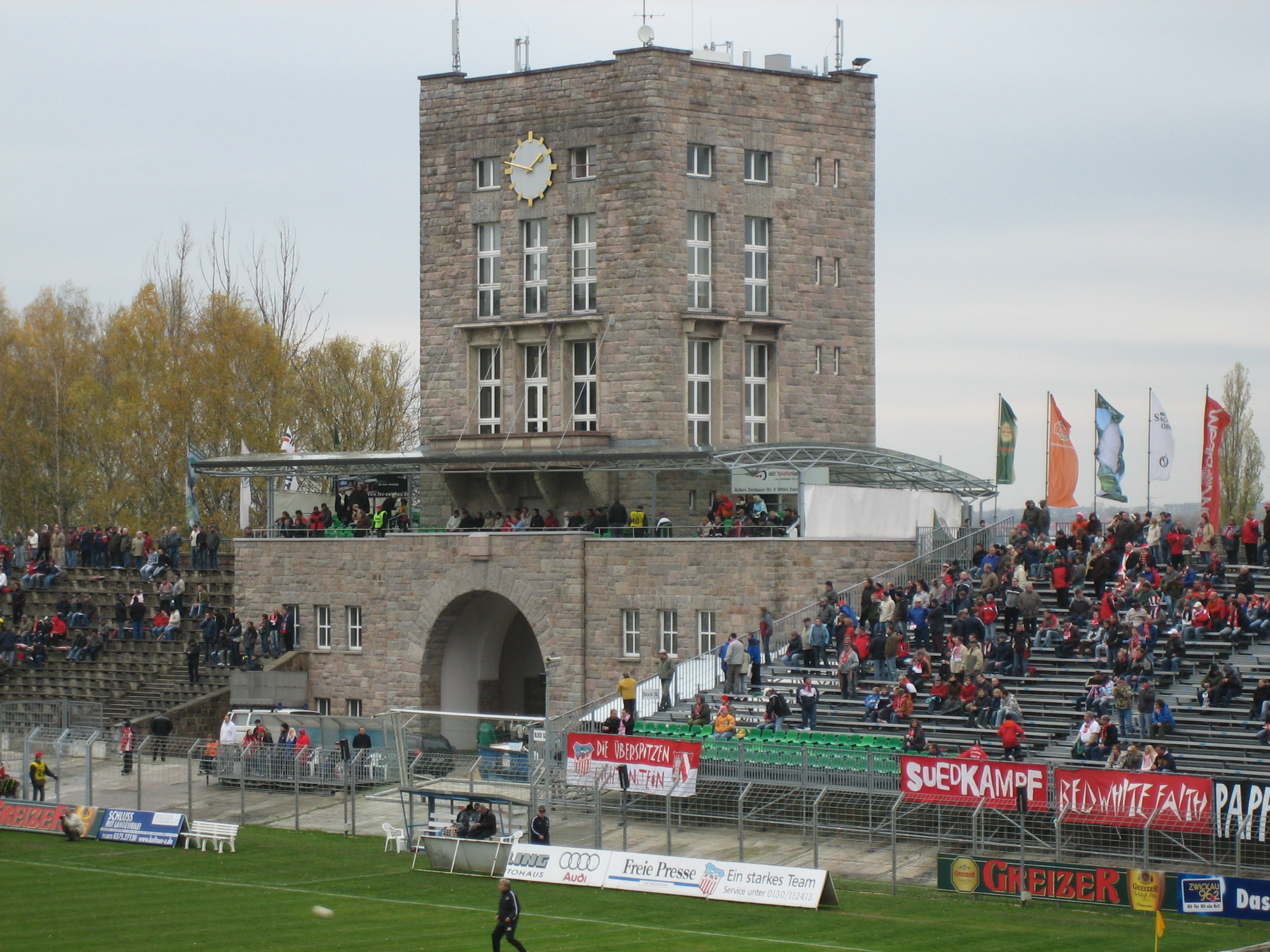
La torre del Westsachsenstadion.

Dal 1942 al 2010 il FSV Zwickau ha disputato le gare casalinghe al Westsachsenstadion, sito nel quartiere di Schedewitz e capace di circa 5.000 posti a sedere. A seguito della decisione dell'amministrazione comunale della città di Zwickau di ristrutturare l'impianto e cambiarne la destinazione d'uso, la squadra ha trasferito il proprio terreno di casa presso lo Sportforum Sojus 31, nel quartiere di Eckersbach. Tale impianto, sebbene adeguato alle necessità di una squadra militante nei campionati regionali, ha causato problemi di gestione: in alcuni casi le tifoserie ospiti hanno infatti cercato di smontare le tribune montate intorno al terreno di gioco, realizzate con una struttura posticcia in tubi d'acciaio
Il 26 aprile 2012 il consiglio comunale di Zwickau ha deliberato la costruzione di un nuovo stadio nel quartiere di Eckersbach; il progetto è stato presentato il 26 settembre 2013.
La posa della prima pietra del nuovo impianto (denominato dapprima Stadion Zwickau e dal 2019 GGZ-Arena per motivi di sponsorizzazione) è avvenuta il 6 febbraio 2015; i lavori, costati circa 20 milioni di euro, si sono poi conclusi nell'estate del 2016. La proprietà dell'impianto resta alla città di Zwickau, che lo concede in affitto al FSV per un canone variabile a seconda della categoria di militanza. Gli spalti dispongono di 10.183 posti a sedere (espandibili fino a circa 15.000 in caso di necessità).

## Calciatori
Tra gli altri Jürgen Croy, bandiera della società tra gli anni sessanta e gli anni ottanta, Dwayne De Rosario e André Gumprecht militarono per un breve periodo nello Zwickau.

### Vincitori di titoli
Calciatori campioni olimpici di calcio
- Jürgen Croy (Montréal 1976)

## Palmarès

### Competizioni nazionali
- Campionato tedesco orientale: 1

1949-1950
- Campionato della zona est: 1

1948
- Coppa della Germania Est: 3

1962-1963, 1966-1967, 1974-1975
- Fußball-Regionalliga: 1

2015-2016 (Regionalliga Nord-Est)

### Competizioni regionali
- NOFV-Oberliga: 2

1991-1992, 1993-1994

### Altri piazzamenti
- Campionato tedesco orientale:

Terzo posto: 1950-1951, 1952-1953, 1966-1967
- Coppa della Germania Est:

Finalista: 1952-1954
Semifinalista: 1949, 1963-1964, 1965-1966, 1971-1972
- Coppa delle Coppe:

Semifinalista: 1975-1976

## Organico

### Rosa 2022-2023
Aggiornata al 26 febbraio 2023
| N. |                     | Ruolo | Calciatore         |
| -- | ------------------- | ----- | ------------------ |
| 1  | Germania (bandiera) | P     | Johannes Brinkies  |
| 3  | Germania (bandiera) | D     | Bastian Strietzel  |
| 4  | Germania (bandiera) | D     | Ali Odabas         |
| 5  | Germania (bandiera) | D     | Maurice Hehne      |
| 7  | Germania (bandiera) | C     | Felix Drinkuth     |
| 8  | Germania (bandiera) | C     | Leon Jensen        |
| 9  | Germania (bandiera) | A     | Jan-Marc Schneider |
| 11 | Germania (bandiera) | A     | Dustin Willms      |
| 13 | Germania (bandiera) | C     | Mike Könnecke      |
| 14 | Croazia (bandiera)  | D     | Adam Sušac         |
| 15 | Germania (bandiera) | A     | Ronny König        |

| N. |                     | Ruolo | Calciatore         |
| -- | ------------------- | ----- | ------------------ |
| 18 | Germania (bandiera) | C     | Maximilian Wolfram |
| 19 | Germania (bandiera) | C     | Davy Frick         |
| 21 | Germania (bandiera) | D     | Marco Schikora     |
| 22 | Turchia (bandiera)  | C     | Can Coşkun         |
| 23 | Germania (bandiera) | A     | Marius Hauptmann   |
| 25 | Germania (bandiera) | D     | Steffen Nkansah    |
| 26 | Germania (bandiera) | P     | Max Sprang         |
| 27 | Germania (bandiera) | C     | Yannik Möker       |
| 28 | Germania (bandiera) | D     | Nils Miatke        |
| 29 | Germania (bandiera) | P     | Matti Kamenz       |
| 30 | Germania (bandiera) | C     | Julius Reinhardt   |

### Rosa 2021-2022
Aggiornata al 15 settembre 2021
| N. |                     | Ruolo | Calciatore        |
| -- | ------------------- | ----- | ----------------- |
| 1  | Germania (bandiera) | P     | Johannes Brinkies |
| 3  | Germania (bandiera) | D     | Bastian Strietzel |
| 4  | Germania (bandiera) | D     | Ali Odabas        |
| 5  | Germania (bandiera) | D     | Maurice Hehne     |
| 7  | Germania (bandiera) | C     | Felix Drinkuth    |
| 8  | Germania (bandiera) | C     | Leon Jensen       |
| 9  | Germania (bandiera) | A     | Gerrit Wegkamp    |
| 11 | Germania (bandiera) | A     | Dustin Willms     |
| 13 | Germania (bandiera) | C     | Mike Könnecke     |
| 14 | Croazia (bandiera)  | D     | Adam Sušac        |
| 15 | Germania (bandiera) | A     | Ronny König       |

| N. |                     | Ruolo | Calciatore         |
| -- | ------------------- | ----- | ------------------ |
| 18 | Germania (bandiera) | C     | Maximilian Wolfram |
| 19 | Germania (bandiera) | C     | Davy Frick         |
| 21 | Germania (bandiera) | D     | Marco Schikora     |
| 22 | Turchia (bandiera)  | C     | Can Coşkun         |
| 23 | Germania (bandiera) | A     | Marius Hauptmann   |
| 25 | Germania (bandiera) | D     | Steffen Nkansah    |
| 26 | Germania (bandiera) | P     | Max Sprang         |
| 27 | Germania (bandiera) | C     | Yannik Möker       |
| 28 | Germania (bandiera) | D     | Nils Miatke        |
| 29 | Germania (bandiera) | P     | Matti Kamenz       |
| 30 | Germania (bandiera) | C     | Julius Reinhardt   |

### Rosa 2020-2021
Aggiornata al 21 settembre 2020
| N. |                     | Ruolo | Calciatore        |
| -- | ------------------- | ----- | ----------------- |
| 1  | Germania (bandiera) | P     | Johannes Brinkies |
| 3  | Germania (bandiera) | D     | Bastian Strietzel |
| 4  | Germania (bandiera) | D     | Ali Odabas        |
| 5  | Germania (bandiera) | D     | Maurice Hehne     |
| 6  | Croazia (bandiera)  | D     | Jozo Stanić       |
| 7  | Germania (bandiera) | C     | Felix Drinkuth    |
| 8  | Germania (bandiera) | C     | Leon Jensen       |
| 9  | Germania (bandiera) | A     | Gerrit Wegkamp    |
| 11 | Germania (bandiera) | A     | Dustin Willms     |
| 13 | Germania (bandiera) | C     | Mike Könnecke     |
| 14 | Croazia (bandiera)  | D     | Adam Sušac        |
| 15 | Germania (bandiera) | A     | Ronny König       |

| N. |                     | Ruolo | Calciatore         |
| -- | ------------------- | ----- | ------------------ |
| 18 | Germania (bandiera) | C     | Maximilian Wolfram |
| 19 | Germania (bandiera) | C     | Davy Frick         |
| 21 | Germania (bandiera) | D     | Marco Schikora     |
| 22 | Turchia (bandiera)  | C     | Can Coşkun         |
| 23 | Germania (bandiera) | A     | Marius Hauptmann   |
| 25 | Germania (bandiera) | D     | Steffen Nkansah    |
| 26 | Germania (bandiera) | P     | Max Sprang         |
| 27 | Germania (bandiera) | C     | Yannik Möker       |
| 28 | Germania (bandiera) | D     | Nils Miatke        |
| 29 | Germania (bandiera) | P     | Matti Kamenz       |
| 30 | Germania (bandiera) | C     | Julius Reinhardt   |

### Rosa 2018-2019
| N. |                        | Ruolo | Calciatore               |
| -- | ---------------------- | ----- | ------------------------ |
| 1  | Germania (bandiera)    | P     | Johannes Brinkies        |
| 5  | Turchia (bandiera)     | D     | Ali Obadas               |
| 33 | Germania (bandiera)    | D     | Alexander Sorge          |
| 11 | Germania (bandiera)    | D     | Pedro Manolo Rodas Steeg |
| 8  | Germania (bandiera)    | C     | Christian Mauersberger   |
| 6  | Stati Uniti (bandiera) | D     | Bryan Gaul               |
| 24 | Germania (bandiera)    | A     | Julian Hodek             |
| 8  | Germania (bandiera)    | A     | Kevin Hoffman            |
| 7  | Germania (bandiera)    | C     | Janik Mader              |
| 10 | Grecia (bandiera)      | C     | Alexandros Kartalis      |
| 32 | Germania (bandiera)    | A     | Tarsis Bonga             |

| N. |                     | Ruolo | Calciatore       |
| -- | ------------------- | ----- | ---------------- |
| 10 | Germania (bandiera) | C     | Christian Bickel |
| 19 | Germania (bandiera) | C     | Davy Frick       |
| 15 | Germania (bandiera) | A     | Ronny König      |
| 16 | Germania (bandiera) | C     | Anthony Barylla  |
| 36 | Germania (bandiera) | D     | Nico Beyer       |
| 26 | Germania (bandiera) | P     | Max Sprang       |
| 30 | Germania (bandiera) | C     | Julius Reinhardt |
| 14 | Germania (bandiera) | D     | Toni Wachsmuth   |
| 27 | Germania (bandiera) | A     | Kevin Bönisch    |
| 35 | Germania (bandiera) | D     | Nico Antonitsch  |